# Elżbieta Wnuk-Lipińska
Elżbieta Wnuk-Lipińska (de domo Jaworska, ur. 28 stycznia 1944 w Piastowie, zm. 27 grudnia 1997 w Warszawie) – polska socjolog.

## Życiorys
W 1961 ukończyła Liceum Ogólnokształcące im. Jana Zamoyskiego w Warszawie, a potem rozpoczęła studia na Wydziale Filozoficznym Uniwersytetu Warszawskiego. W czasie studiów należała do Zrzeszenia Studentów Polskich (1961–1966). Pracę magisterską z tematyki metodycznej analizy treści w socjologii amerykańskiej obroniła w grudniu 1966 z wynikiem dobrym. Od 1965 pracowała w Instytucie Książki i Czytelnictwa Biblioteki Narodowej. Prowadziła jednocześnie badania naukowe nad aktywnością kulturalną młodzieży, recepcją literatury pięknej oraz środkami masowego komunikowania. Doktoryzowała się w czerwcu 1980 w Instytucie Polityki Naukowej, Postępu Technicznego i Szkolnictwa Wyższego z zakresu uwarunkowań uczestnictwa w kulturze (praca „Uczestnictwo studentów w kulturze”, promotorką była Jolanta Kulpińska). W 1981 pracę wydało Państwowe Wydawnictwo Naukowe.
Od 1973 do 1991 pracowała w Instytucie Polityki Naukowej i Szkolnictwa Wyższego. Zajmowała się wówczas naukowo tematyką rekrutacji młodzieży na studia wyższe, nierówności w dostępie do wykształcenia, postaw studentów wobec studiowania, uczestnictwa studentów w kulturze czy opinii pracowników naukowych na temat swojej pracy. W latach 1980–1981 należała do NSZZ „Solidarność”. Od stycznia 1991 pracowała jako adiunktka w Centrum Polityki Naukowej i Szkolnictwa Wyższego. Była pierwszą redaktorką pisma „Nauka i Szkolnictwo Wyższe”. Od początku lat 90. XX wieku zainteresowała się problematyką jakości szkolnictwa wyższego. Napisała wtedy pierwszy w Polsce artykuł na temat jakości szkół wyższych („Jakość w szkolnictwie wyższym – mechanizmy oceny” w „Nauce i Szkolnictwie Wyższym”). Była członkinią Komitetu Naukoznawstwa PAN.
Habilitowała się w PAN 29 stycznia 1997 na podstawie pracy „Innowacyjność a konserwatyzm. Uczelnie polskie w okresie przemian społecznych”. Recenzentami byli: Janusz Goćkowski, Bohdan Jałowiecki oraz Jan Szczepański.
Zmarła na nowotwór. Pochowano ją 2 stycznia 1998 na warszawskim Cmentarzu Wawrzyszewskim.

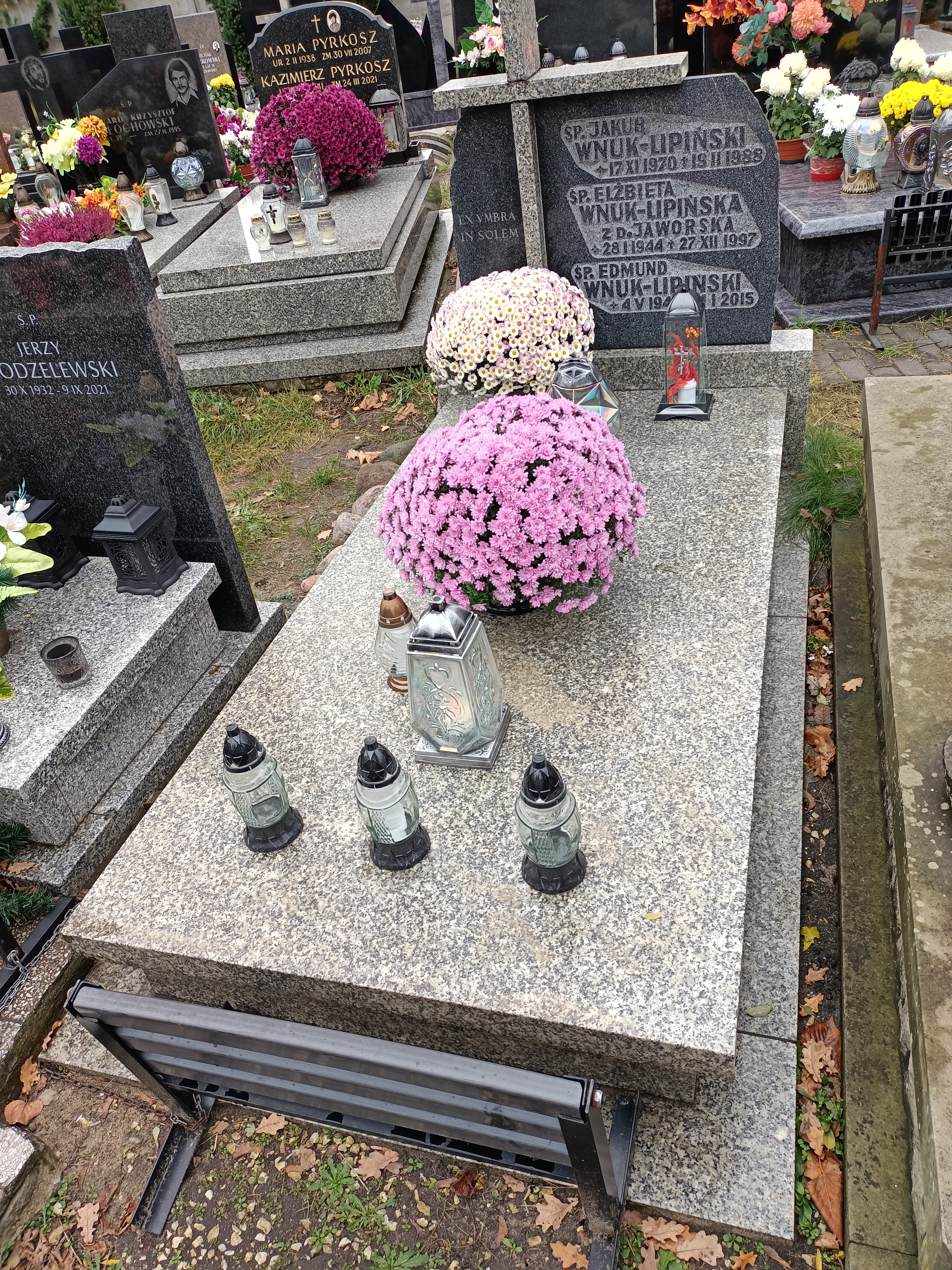
Grób Edmunda Wnuk-Lipińskiego i Elżbiety Wnuk-Lipińskiej na Cmentarzu Wawrzyszewskim

## Praca naukowa
Prowadziła głównie badania empiryczne i nie pisała praktycznie prac teoretycznych. Tematyka jej tekstów była silnie związana z afiliacją instytucjonalną. Interesowała się czytelnictwem, kulturą młodzieżową, dekadencją w obszarze edukacji, uczestnictwem w kulturze, problemami studentów i pracowników naukowych, ustrojem uczelni, działalnością pracowników naukowo-dydaktycznych oraz jakością nauczania na studiach wyższych.

## Prace
Wydała m.in. następujące prace:
- Opinie pracowników wyższych uczelni o pracy badawczej i dydaktycznej (1988),
- Academic Staff of the 80ties (1988),
- Praca na wyższych uczelniach w opiniach pracowników uniwersytetów i politechnik (1989),
- Nauczyciele akademiccy 1984 (1990),
- Dekadencja: edukacja i perspektywy życiowe studentów (1992) – w tej pracy stworzyła typologię stylów studiowania,
- Studenci okresu przełomu. Raport z badań 1987–1990 (1992),
- Jakość w szkolnictwie wyższym. Przykład Polski (1995, współredakcja i pionierski artykuł Projekt recenzowania jakości kształcenia w polskich uczelniach)[1].

## Nagrody
W 1980 otrzymała nagrodę zespołową II stopnia od Ministerstwa Nauki i Szkolnictwa Wyższego. W 1992 otrzymała podobną nagrodę I stopnia za badania Student '87.

## Rodzina
Była żoną jej równolatka, Edmunda Wnuka-Lipińskiego. W 1971 urodziła syna, Jakuba, który zginął tragicznie jako siedemnastolatek.